# Kormeghatározás kráterszámlálással

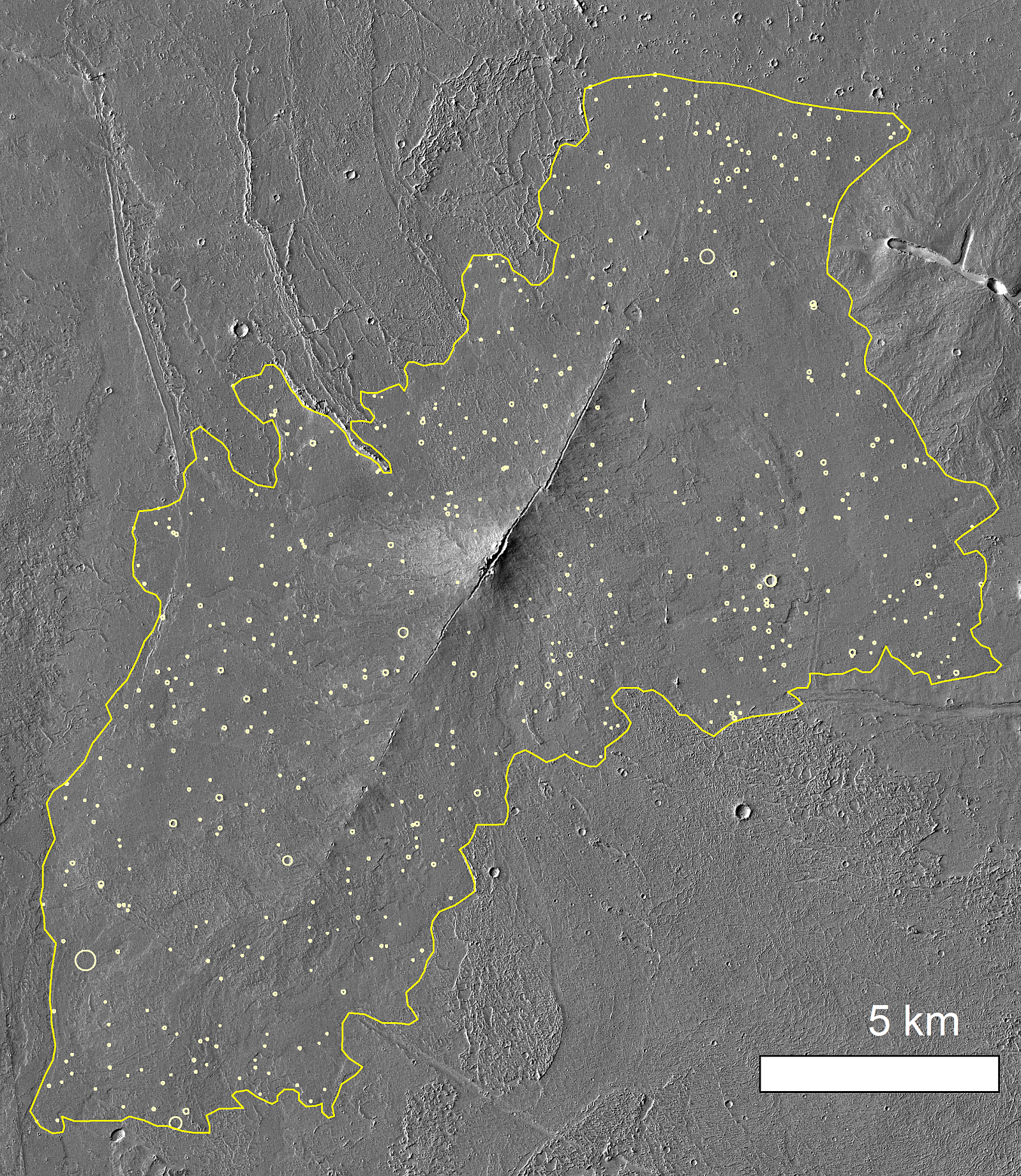
Kormeghatározás kráterszámlálással

A kormeghatározás kráterszámlálással kormeghatározási módszer, mellyel az égitestfelszín részeinek relatív korát lehet meghatározni, melyet a  felszínt véletlenszerűen érő becsapódások egyenletes eloszlása tesz lehetővé. A helyes kormeghatározás feltétele, hogy a becsapódó testek fluxusa (gyakorisága) térben és időben ismert legyen. A kráterek nagysága közvetlen összefüggésben van a becsapódás energiájával, ami a becsapódó test tömegének és a felszínhez viszonyított sebességének függvénye. Így a kráterméret alapján kideríthető, hogy egy felszínt hány kisebb és hány nagyobb becsapódó test ért. A kráterszámláláson alapuló kor a krátermegtartási kor (crater retention age).
A kormeghatározást a kráterkeletkezési függvény (crater production function, CPF) segítségével lehet elvégezni (lásd például G. Neukum 1975, B. Ivanov, W. K. Hartmann munkássága ill. Tanaka, 2005).
Mivel nem ismert, hogy a kisebb méretű kráterpopulációban milyen arányban találhatók elsődleges és másodlagos kráterek, ezeket a kicsi (néhány m – pár száz méter átmérőjű) krátereket a kráterszámlálásban nem célszerű használni. Ezért különösen a fiatal, csak kisebb krátereket befoglaló felszínek korának meghatározása bizonytalanabb.
Eltérő számú becsapódó test éri a Naprendszer különböző részeiben keringő égitesteket:  amelyik például közelebb van a kisbolygó-övezethez vagy egy óriásbolygó közelében helyezkedik el, az a nagy test fókuszáló hatása miatt többet kaphat. A számítások szerint a Mars kb. 2-3-szor annyi becsapódást szenved el, mint a Hold, ezért a krátersűrűséghez rendelt abszolút kormeghatározásos holdi adatokat a Marsnál érvényes értékek alapján korrigálni kell. Mivel ennek pontos szorzófaktora nem ismert, a Mars és a többi égitest felszínének abszolút korára vonatkozó becslések bizonytalanok.
Bármilyen felszín elég nagyszámú becsapódás esetén elérheti telítettségi állapotát (equilibrium vagy saturation), amikor már „megtelt” a felszín kráterekkel, és minden új becsapódás egy korábbi krátert rombol szét. Ezt az állapotot több kisbolygó és például a Merkúr, a Hold és a Callisto egyes területei is elérték. Ezekre a területekre csak egy minimális korérték adható, vagyis azt, hogy ezen minimális kornál mennyivel idősebbek, kráterszámlálással nem lehet megállapítani.